# Obereopsis sericeipennis
Obereopsis sericeipennis là một loài bọ cánh cứng trong họ Cerambycidae.